# دانش در ۲۰۱۴
در سال ۲۰۱۴ (میلادی) تعدادی رویداد علمی مهم اتفاق خواهد افتاد. همچنین در این سال برخی از رخدادهای علمی برنامه‌ریزی شده‌است.
همچنین سازمان ملل متحد سال ۲۰۱۴ را سال جهانی بلورشناسی و سال جهانی کشاورزی خانواده نام نهاده‌است.

## رویدادهای پیش‌بینی شده و برنامه‌ریزی شده

### آوریل
- ۱۵ آوریل: ماه‌گرفتگی آوریل ۲۰۱۴ که به شکلی کامل است روی خواهد داد.
- ۲۹ آوریل: خورشیدگرفتگی ۲۹ آوریل ۲۰۱۴ در این روز اتفاق خواهد افتاد.

### ژوئن
- یک گروه اسپانیایی یک ربات کاوشگر ماه را به وسیله یک راکت چینی پرتاب می‌کنند. تلاش این گروه علمی کسب جایزه ایکس ماه گوگل است. این جایزه نقدی است و ۳۰ میلیون دلار آمریکا می‌باشد.[۲]

### اوت
- ۱۰ تا ۱۴ اوت: سیزدهمین کنفرانس جهانی شیمی آفت‌کش‌ها که مربوط به آیوپاک می‌باشد، برگزار می‌گردد. این گردهمایی در شهر سانفرانسیسکو واقع در آمریکا انجام می‌گردد. بررسی موضوع آفت‌کش‌ها در علوم شیمی، علوم زمین و زیست‌شناسی از اهداف مورد بحث این کنفرانس می‌باشد.[۳]

### سپتامبر

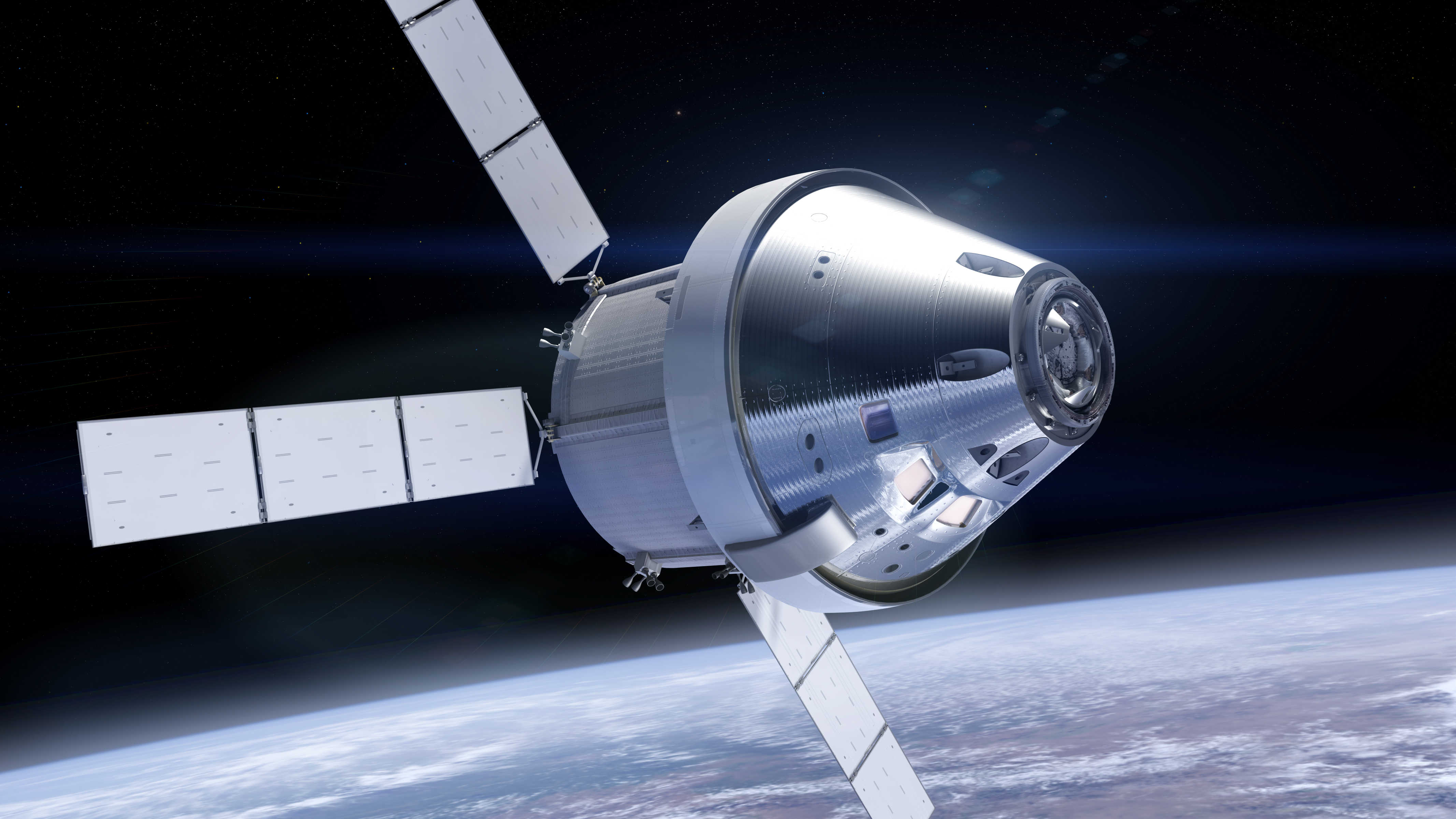
فضاپیمای حامل سرنشین اورین

- ناسا نخستین پرواز آزمایشی فضاپیمای حامل سرنشین اورین را آغاز و هدایت می‌نماید.[۴]

### اکتبر
- ۸ اکتبر: ماه‌گرفتگی اکتبر ۲۰۱۴ که به شکلی کامل است روی خواهد داد.
- ۲۳ اکتبر: خورشیدگرفتگی ۲۳ اکتبر ۲۰۱۴ که به صورت جزئی و ناقص است رخ می‌دهد.
- ناسا پیش بینی می‌کند که در اکتبر ۲۰۱۴ دنباله‌دار ابر اورت موسوم به سی ۲۰۱۳ ای۱ در فاصله‌ای بسیار نزدیک به مریخ و از کنار این سیاره عبور خواهد کرد و حتی امکان برخورد با آن نیز وجود دارد.[۵]

### تاریخ نامعلوم
- فضاپیمای روزتا متعلق به سازمان فضایی اروپا که نزدیک دنباله‌دار ۶۷پی/چوریوموف-گراسیمنکو می‌باشد، وارد مدار می‌گردد. این رویداد علمی در اواسط سال ۲۰۱۴ و با هدف توسعه فرودگر سازمان فضایی اروپا در سطح دنباله‌دار ماه نوامبر انجام می‌شود.[۶]
- کشور اندونزی قصد دارد نخستین ماهواره خود را در سال ۲۰۱۴ وارد مدار کند.[۷]